# Záhorie (Landschaft)

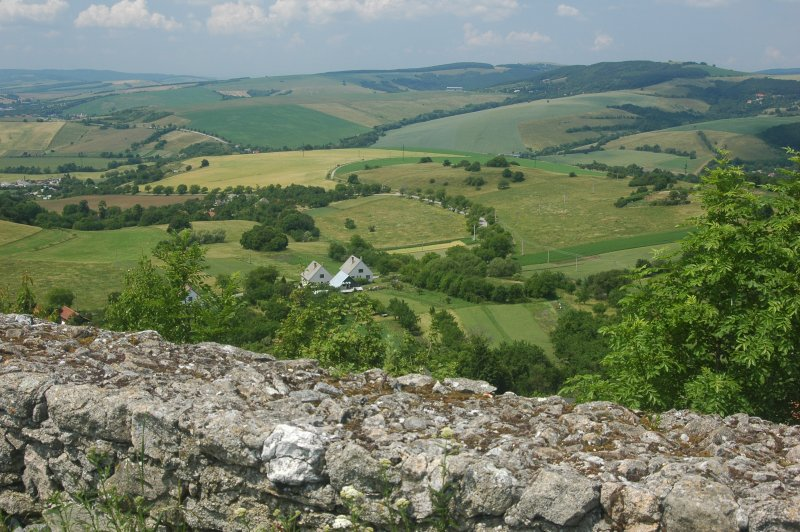
Obere Záhorie

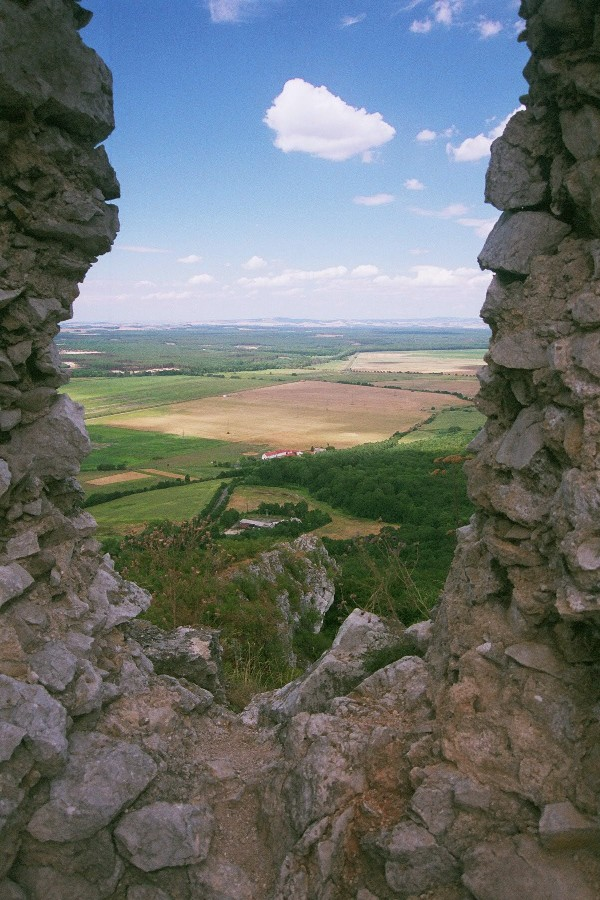
Untere Záhorie

Záhorie (sprich „-i-e“, wörtlich ‚Hinterbergland‘; auch Záhorská nížina ‚Zahorie-Tiefland‘), deutsch (windische) Marchauen (ungarisch Erdőhát), ist eine Landschaft im Nordwesten der Slowakei. Sie ist der slowakische Teil der Niederung, die in Österreich als Marchfeld bekannt ist.

## Bezeichnung
Der Name bedeutet zu deutsch etwa ‚Land hinter den Bergen‘ (slowakisch za ‚dahinter‘ und hory, ‚Pl.‘ von Berg). Dies bezieht sich wohl auf die sie im Osten begrenzenden Kleinen Karpaten, vom slowakischen Kernland aus liegen sie abgelegen.
Im System der geomorphologischen Einteilung der Slowakei (Geomorfologické členenie Slovenska) lautet die Bezeichnung Záhorská nížina. Der offizielle Name der entsprechenden Tourismusregion lautet Záhorský región cestovného ruchu.

## Lage und Landschaft
Die flachwellige Tafel- bis Hügellandschaft der Záhorie gehört zur Thaya-March-Talung, einem Teil des Wiener Beckens (Viedenská kotlina). Die March begrenzt den slowakischen Teil der Landschaft (die Staatsgrenze verläuft entlang des Flusses), die sich aber im südlichen Weinviertel fortsetzt. An der tschechischen Grenze (zu Mähren) erstreckt sich das Dolnomoravský úval (Ebene der Oberen March, in der geomorphologischen Einteilung als eigenständige Gebietseinheit gesehen). Östlich begrenzen die Weißen Karpaten (Biele Karpaty) das Gebiet, südöstlich die Kleinen Karpaten (Malé Karpaty).
Wichtige Städte der Region sind Malacky, Stupava und Senica.
Verwaltungstechnisch gehören die folgenden Bezirke zur Tourismusregion:
- Malacky (außer den Gemeinden Borinka, Stupava und Marianka)
- Myjava (nur die Gemeinden Brezová pod Bradlom, Bukovec, Košariská und Priepasné)
- Senica
- Skalica

Die Gemeinden Borinka, Stupava, Marianka werden auch im allgemeinen Verständnis zur Landschaft Záhorie gerechnet, ebenso der Bratislavaer Stadtteil Záhorská Bystrica.
Hauptfluss der Region ist neben der March selbst die Myjava.
Die Landschaft gliedert sich in drei Regionen:
- Horné Záhorie (Obere Zahorie) im Norden, um Holíč und Skalica
- Stredné Záhorie (Mittlere Zahorie), an der Myjava um Šaštín-Stráže und Senica
- Dolné Záhorie (Untere Zahorie) an der untersten March um Malacky und Devínska Nová Ves

Der hügelige Nordteil ist die Chvojnická pahorkatina (Hügelland der Chvojnica), mit der im Nordwesten vorgelagerten Dyjsko-moravská niva (Thaya-March-Auen), der Osten des flachen Südteils ist die Borská nížina (Bor-Ebene), den Westrand bildet die Dolnomoravská niva (Au der Unteren March) mit dem Nordteil.

## Natur
Teilweise ist das Gebiet bewaldet, zum Großteil aber wird es intensiv landwirtschaftlich genutzt, wobei diese Nutzung durch die Wasserknappheit und die daraus resultierende künstliche Bewässerung begrenzt ist.
Aus Sicht des Naturschutzes ist sowohl der Westen der Záhorie, mit den Marchauen, und der Osten, der bis in die Kleinen Karpaten reicht, interessant. Deshalb sind große Teile der Záhorie unter Naturschutz.
Diese Gebiete sind:
- Landschaftsschutzgebiet Záhorie (Chránená krajinná oblasť/CHKO Záhorie)
- Landschaftsschutzgebiet Kleine Karpaten (CHKO Malé Karpaty)

In Österreich grenzen die Nationalpark- und Europaschutzgebiete Donau-March-Thaya-Auen an, es besteht intensive grenzüberschreitenden Zusammenarbeit.

## Kultur
Die Bewohner von Záhorie, die Záhoráci (wörtlich: „Hinterbergler“), sprechen einen charakteristischen, dem Tschechischen nahestehenden Dialekt. Sie sind landesüblich Gegenstand zahlreicher Witze und ironischer Bemerkungen der slowakischen Bevölkerung und entsprechen in dieser Hinsicht in etwa den Burgenländern in Österreich oder den Ostfriesen in Deutschland.